# Сен-П'єр (Сейшельські острови, Праслен)
Сен-П'єр (фр. St. Pierre) — невеликий острівець в Індійському океані, входить до Північно-Східної групи Внутрішніх Сейшельських островів.
Лежить за 740 км на північний схід від острова Мае та за 1,4 км від острова Праслен. Інші сусідні острови — Шов-Сурі на південному заході та Кюрьйоз на північному заході. Має вигляд гранітної скелі, трохи вкритої кокосовими пальмами.
Популярний серед любителів дайвінгу та підводного плавання.